# Waseem Hussain
Waseem Hussain (født 1983 i Helsingør) er en dansk imam, forfatter og debattør med dansk-pakistanske rødder. Siden 2011 har han været fængselsimam i Vestre Fængsel i København. Han er desuden formand for moskeen og foreningen Dansk Islamisk Center, der har markeret sig som en institution, der forsøger at skabe en klar dansk-muslimsk identitet. I 2017 udgav han selvbiografien "Imam bag tremmer", der samtidig beskrev hans tanker om at skabe en reel integration for den muslimske befolkningsgruppe i Danmark. Han har også skrevet forskellige bøger om islamiske emner og praktiske problemstillinger i moderne muslimers livsførelse.

## Baggrund
Waseem Hussain blev født og voksede op i Helsingør. Hans forældre var indvandrede fra Pakistan i 1974. Faderen arbejdede på en tekstilfabrik som maskinoperatør, og moderen arbejdede som assistent på et kontor og i et vaskeri. Han voksede op i villakvarteret Blomsterkvarteret sammen med en storesøster, en storebror og en lillebror. Han blev student fra Helsingør Gymnasium i 2002 og startede samme år på eksportingeniørstudiet på Ingeniørhøjskolen i Ballerup.
I sin barndom og ungdom havde Hussain ikke interesseret sig meget for religion, men på ingeniørhøjskolen mødte han flere andre unge muslimer og fik en religiøs vækkelse. Han begyndte derpå at studere islam mere grundigt ved hjælp af online-kurser og selvstudier og lærte arabisk på Åbent Universitet ved Københavns Universitet. I 2007-10 boede han i Jordan, hvor han studerede islamisk teologi og jura og dygtiggjorde sig i arabisk. Da han kom hjem til Danmark i 2010, giftede han sig efter at have været forlovet i seks år og færdiggjorde samtidig sin uddannelse som civilingeniør, hvortil han var skiftet fra eksportingeniørstudiet. Samtidig ønskede han at spille en formidlende rolle som brobygger ved at formidle den traditionelle og klassiske forståelse af islam på dansk. Han blev tilknyttet Muslimer I Dialog og Moskeforeningen (som senere skiftede navn til Dansk Islamisk Center), hvor han senere blev formand og tilknyttet som imam. I 2011 blev han ansat som fængselsimam ved Vestre Fængsel.
Waseem Hussain er formand for Zakatfonden, som arbejder med velgørenhed og oplysning om islam. Han er gift og har tre børn.

## Holdninger
Hussain mener, at mediebilledet af muslimer i Danmark er frustrerende for mange, ikke mindst unge, danske muslimer, der fornemmer, at uanset hvad de gør, er det næsten umuligt at blive accepteret som dansker, hvis man har en muslimsk baggrund, selv for dem, der er født og opvokset i Danmark. Ifølge Hussain bør de danske muslimer imidlertid undgå at påtage sig en kollektiv offermentalitet, men i stedet arbejde aktivt for at ændre billedet af dem selv i offentligheden. Det kræver ydmyghed, tålmodighed og hårdt arbejde. De danske muslimer må insistere på at tage deres plads i samfundet som ligeværdige danske medborgere, hvilket ifølge ham også indebærer, at de åbent skal påtale og gøre op med de problemer, der er nogle steder i det muslimske miljø, f.eks. voldsramte kvinder og forskellige former for lovovertrædelser. Hussain opfordrer de muslimske ledere, ikke mindst imamerne, til at gå forrest og tage ansvar for at vise vilje til forandring. Forbedringer vil efter hans mening blandt andet forudsætte, at de danske muslimer får styrket deres selvtillid og åbent melder ud, hvad de står for, samtidig med, at de gør det klart, at de er loyale overfor det danske samfund og ønsker at følge den danske lovgivning. Ifølge Hussain vil mere yderliggående islamiske retninger som Hizb ut-Tahrir og salafister også mest effektivt blive bekæmpet, hvis det tavse flertal blandt de danske muslimer bliver bedre til at mobilisere sig og tager kampen op mod ekstreme holdninger hos både muslimer og ikke-muslimer.
I 2016 skrev han sammen med to andre imamer fra Dansk Islamisk Center, Naveed Baig og Fatih Alev, en meget omtalt kronik i Jyllands-Posten, hvor de efterlyste en positiv dansk-muslimsk identitet, der både kunne opfattes og selv opfattede som en naturlig del af det nationale rød-hvide fællesskab.

## Forfatterskab
Hussain udgav i 2017 bogen "Imam bag tremmer" på Gyldendal. Det var en selvbiografi, som fortalte om hans opvækst i Danmark, hans arbejde som imam i Vestre Fængsel og hans tanker om de danske muslimers situation og veje til en bedre integration. Ifølge Hussain skrev han bogen for at få "Hr. og Fru Danmark til at reflektere over, hvordan det er at være muslim i Danmark" og for at give et blik ind bag murene i Vestre Fængsel. Ifølge fagbladet Journalistens anmeldelse er "...hans stemme, der ifølge ham selv er repræsentativ for det tavse, moderate muslimske flertal, hvor familieharmonien angiveligt råder, formentlig værd at lytte lidt til – uanset hvilke ører man hører med." Ifølge Politikens anmeldelse stillede han sig i bogen midt på banen med sine betragtninger om det danske samfunds forhold til muslimer og muslimernes forhold til det danske samfund. Han så gode og dårlige sider i begge lejre og appellerede til, at alle tager sig sammen og gør det bedre, men var ifølge anmelderen også noget selektiv i sit emnevalg. Dagbladet Information hæftede sig ved Hussains påpegning af, at flertallet af de danske muslimer følte sig misrepræsenterede i offentligheden: "Groft generaliseret har du to ekstreme yderpositioner: præmieperkeren, der hader kultur og religion, og ekstremisten, der vil indføre sharia i Danmark. Man vil gerne have de danske muslimer ind i de her to bokse, og når det kommer til stykket, er der ikke særlig mange, der passer ind i dem." I Kristeligt Dagblad mente anmelderen, at selvom Hussains egen opvækst og karriere var et eksempel på en meget vellykket integration, kan man ikke fra dette personlige eksempel slutte til det generelle, og at bogen derfor manglede ”et bredere empirisk fundament og perspektiv” i forhold til at punktere myter om muslimer.

### Bøger om islamiske emner
Hussain har desuden skrevet bøgerne "Zakat - islams tredje søjle", "Ramadanen - islams fjerde søjle" og "Abort, prævention og kunstig befrugtning i islam", alle på forlaget Amanah. I bøgerne gennemgår han, hvad Koranen, hadith og den klassiske islamiske lære siger om emnerne og besvarer en række spørgsmål om, hvordan nutidens muslimer kan overholde forskrifterne. I forbindelse med udgivelsen af den tredje bog forklarede han i et interview i Jyllands-Posten, at han havde skrevet bogen, fordi han mente, der var et stort behov for oplysning, idet en del danske muslimer havde forestillinger om islamiske regler på det seksuelle område, som ikke var korrekte. Da emnet er tabubelagt, er det samtidig svært for mange danske muslimer at tale om det. I bogen forklarer Hussain bl.a., at abort ligesom de fleste typer prævention i vidt omfang er tilladt i islam, og at man kan godt kan blive gyldigt islamisk gift, selvom man har haft sex før ægteskabet - også med andre end sin tilkommende ægtefælle.